# Edin Krnić
Edin Krnić (7. januar 1968, Tuzi, Socijalistička Republika Crna Gora, SFR Jugoslavija) je crnogorski putopisac, autor i producent dokumentarne putopisne emisije Oko svijeta sa Edinom Krnićem, koja se emituje na nacionalnoj televiziji RTCG od Septembra 2022. godine.
Edin je od ranog djetinjstva pokazivao interesovanje za različite kulture, narode i običaje. Aktivno putuje od 2004. godine, a svoja putovanja je počeo dokumentovati od 2015. godine, kroz video i foto sadržaje, što je kasnije preraslo u televizijski serijal.
Televizijska emisija Oko svijeta sa Edinom Krnićem je dokumentarna putopisna emisija koja se prikazuje na Radio-televiziji Crne Gore. U okviru emisije, Krnić putuje u udaljene krajeve svijeta, uključujući zemlje Azije, Afrike, Latinske Amerike i Pacifika, bilježeći svakodnevni život, kulturu i običaje lokalnih zajednica, često i autohtonih plemena.
Emisija se posebno ističe autentičnim pristupom i naglaskom na međuljudsku povezanost, tradiciju i duhovnost različitih naroda.

## Nagrade i priznanja
Edin Krnić je dobitnik više priznanja za svoj doprinos promociji Crne Gore u svijetu. Godine 2019. dobio je nagradu opštine Tuzi, a iste godine mu je dodijeljeno počasno državljanstvo Palestine kao znak zahvalnosti za njegovo predstavljanje javnosti palestinske svakodnevnice.

## Izvori
- RTCG: Sa Edinom Krnićem večeras do Butana
- RTCG: Oko svijeta sa Edinom Krnićem
- RTCG: Najava emisije
- Nagrada Opštine Tuzi za 2019. godinu
- Portal Analitika: Počasno državljanstvo Palestine
- Volim Podgoricu: Podgorički svjetski putnik
- Pobjeda: Krnić dobio državljanstvo Palestine
- Aktuelno.me: Državljanstvo Palestine
- CDM: Putopisac Edin Krnić i Palestina

## Spoljašnje veze
- Zvanična web stranica
- YouTube kanal